# 1146 км (зупинний пункт)
1146 кіломе́тр — пасажирський залізничний зупинний пункт Донецької дирекції Донецької залізниці.
Розташований у Кіровському районі, Донецька на лінії Волноваха — Донецьк між станціями Мандрикине (3 км) та Рутченкове (8 км).
Платформа відкрита 22 жовтня 2012 р. у районі шляхопроводу на вул. Петровського (мікрорайон Текстильник). Поруч розташовані кінцеві зупинки трамваї № 8, 16.
Через військову агресію Росії на сході Україні транспортне сполучення припинене.